# Joe Vannelli

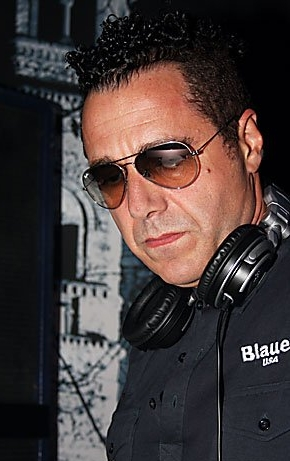
Joe Vannelli

Joe Vannelli (28 december 1950) is een Canadees muzikant en producent. Vannelli werd geboren in Montreal en is een broer van zanger, gitarist en pianist Gino Vannelli, met wie hij ook een groot deel van zijn carrière samenwerkte.
Vannelli begon op jonge leeftijd met piano, en stond, naar eigen zeggen, onder invloed van musici als Bill Evans, Oscar Peterson, Dave Brubeck en Erroll Garner. Op jonge leeftijd trok hij met zijn broer Gino naar New York en later Los Angeles op zoek naar een carrière in muziek. Toen Gino erin slaagde een auditie te doen bij Herb Alpert kwam deze wens voor beide broers uit.
Naast zijn werk met Gino was Joe betrokken bij opnames van onder anderen Chaka Khan, Gary Morris, David Meece, Jimmy Haslip, Brenda Russell, Kit Chan en Glenn Jones.